# Estoc de pus
Estoc de pus es una casete del grupo punk de Barcelona Kangrena que el grupo se autoeditó a finales de 1984. Incluye 22 temas, procedentes de diversas sesiones de grabación, que van desde marzo de 1983 hasta junio de 1984. 
La portada-encarte, en fotocopia en blanco y negro pintada a mano con rotulador fluorescente (existen variantes con diferentes colores) presenta tan sólo el logo del grupo (en letras kidnap) sobre un fondo negro. En el lomo y en el interior se encuentra el título de la cinta, que parodia el nombre de un programa musical de la época, del canal autonómico catalán TV3, llamado «Estoc de pop».
En el encarte, que forma una unidad con la portada (se trata de un folio plegado de manera que encaje en la caja de la casete), se incluye información sobre las grabaciones, las letras de las canciones, collages, una foto (fotocopia muy saturada) del grupo, un manifiesto, etcétera. También hay unos párrafos de agradecimientos y dedicatorias, entre los cuales destacan la mención de Fernando de Anarchi Rekords (y guitarrista de Anti/Dogmatikss) y la radio libre Radio PICA, así como las del grupo hardcore norteamericano MDC y los ingleses Peter and the Test Tube Babies, grupos ambos a los cuales Kangrena habían teloneado a comienzos de 1984.
El manifiesto, impreso en forma de palabras sueltas pegadas sobre la foto de una calavera grotesca, dice así:

«La constante pugna entre religiones y Estado, nos conduce a una sociedad que cada día más se acerca a un clímax de guerra. Cuando el ser humano se deja llevar por hordas en nombre de Dios y legados divinos, el hombre reniega de Él, aunque temeroso de una posible venganza. El gobierno bajo un mandato fascista cambia de camisa en confabulación con un rey designado a dedo por un dictador. La sociedad destroza el orgullo personal y nos convierte en títeres de un juego prostituido por ella misma. Y nosotros quedamos como el resultado del caos y del pasado. El punk no ha muerto.»

Musicalmente, como se ha dicho, las grabaciones provienen de diferentes fechas, de hasta más de un año de distancia. Las dos canciones más antiguas, de marzo de 1983, fueron grabadas en las sesiones del EP Terrorismo sonoro y presentan el mismo estilo de punk ruidoso. Las sesiones más recientes (mayo-junio de 1984) muestran una considerable mejora en el dominio de los instrumentos por parte de los miembros del grupo así como una evolución de su sonido hacia un veloz y contundente hardcore inspirado en gran medida por la influencia de los citados MDC. 
De las letras, muchas siguen los patrones de la lírica punk del 1977 (por ejemplo, el primer tema, «Soy un producto»), pero destacan especialmente canciones provocativas como «Madrid vaya pastel», dirigida contra la movida madrileña (el estribillo reza: «Ostia puta, leche, me cago en ti / Algo se está cociendo en el pastel de Madrid»), canciones antirreligiosas como «Castigo de Dios», la celebración del atentado terrorista de ETA contra Carrero Blanco en «Última dosis», etc. 
Algunas de las provocaciones se dirigen contra la ideología anarcopunk que se estaba generalizando en la escena punk barcelonesa. Especialmente, «Anti-Crass», donde, sobre la música de «Do they owe us a living» del grupo Crass, Kangrena se burlan de las ideas utópicas del grupo-colectivo anarcopacifista, al que describen como «jodida comuna de hippies». «Violación», canción que comienza con una escenificación sonora de una violación (escenificación seguramente inspirada en la que aparece en una canción del LP The fucking cunts treat us like pricks de Flux of Pink Indians, que había aparecido a comienzos de 1984) y donde el cantante dice a la mujer violada «te han violado delante de mí / yo no he hecho nada, lo quise así», puede entenderse también como una provocación hacia la ideología anarcopunk, a menudo asociada con el feminismo. También la celebración de las drogas en «M.D.B.» (siglas de «maxis, dexis y bustas») puede verse como una provocación contra las tendencias del anarcopunk a la crítica del abuso de las drogas (especialmente la heroína). Paradójicamente, estas provocaciones no impedían que Kangrena mantuvieran buenas relaciones con grupos de orientación anarcopunk como Anti/Dogmatikss o los ya disueltos en 1984 Último Resorte o Attak (que, en directo, habían versionado «Do they owe us a living» de Crass).
Otras canciones destacables son «La cabra», versión de la canción popular que se suele cantar en viajes en autobús, pero con modificaciones en la letra (aquí la cabra, en vez de llamarse Asunción, se llama Constitución), y «Di di di», versión encubierta de «Neat neat neat» del primer LP de The Damned.
La canción «Ataque!» fue seleccionada para su inclusión en el importante doble LP recopilatorio P.E.A.C.E., publicado poco más o menos a la vez que la cinta Estoc de pus, a finales de 1984, por el sello de MDC, RRadical Records, a pesar de no cuadrar demasiado bien con el mensaje pacifista del recopilatorio (en efecto, la letra de la canción de Kangrena dice por ejemplo: «Cuando tengas que luchar / y te obliguen a matar, / no digas soy pacifista, / es la era nuclear»).

## Listado de temas

### Cara A
1. «Soy un producto»
2. «Ella es puta»
3. «Madrid vaya pastel»
4. «La cabra»
5. «Ataque!»
6. «Castigo de Dios»
7. «Violación»
8. «Anti-Crass» (música: Crass / letra: Kangrena)
9. «Agobio continuo»
10. «Tiempo muerto»
11. «Estás colgado»
12. «M.D.B.»

### Cara B
1. «Yo no quiero»
2. «Rusky Pusky»
3. «Di Di Di» (música: Brian James / letra: Kangrena)
4. «Molinillo peleón»
5. «Punk control»
6. «Ascos»
7. «Última dosis»
8. «Biopsia»
9. «Esto es una farsa»
10. «Represores»

## Personal
- Quoque - voz
- Kike - guitarra
- Jhonny Sex - bajo
- Manolo - batería

## Personal adicional
- Coros en «Violación»: Margui y María
- Coros en «Agobio continuo», «Tiempo muerto» y «Estás colgado»: Chucho

## Datos técnicos
- Las canciones 1-7 de la cara A se grabaron el 23 y 24 de junio de 1984 en el estudio de Santi Picó. Técnico de grabación: Manu. Productor: Juan Masabeu.
- Las canciones 8-12 de la cara A y 1-6 de la cara B se grabaron en el local del grupo en Masnou entre abril y mayo de 1984.
- Las canciones 7 y 8 de la cara B se grabaron en marzo de 1983 durante las sesiones del EP Terrorismo sonoro.
- Las canciones 9 y 10 de la cara B se grabaron en diciembre de 1983.

- Datos: Q5849497